# Alaksandr Zimienka
Alaksandr Iwanawicz Zimienka (ur. 16 października 1946 w Mińsku, zm. 7 marca 2025) – białoruski artysta, działał w takich dziedzinach sztuki, jak rzemiosło artystyczne (ceramika), malarstwo, wystrój wnętrz i design. W 1970 roku ukończył Białoruski Instytut Teatralno-Artystyczny. Był jednym z założycieli wydawnictwa „Panhraf”, a od 1995 roku do śmierci jego głównym grafikiem.

## Twórczość
Wśród dorobku artystycznego Zimienki znajdują się dzieła:
- ceramika – Źli królowie (Злыя каралі, 1975), Wertując strony książek Jakuba Kołasa (Гартаючы старонкі кніг Якуба Коласа, 1982), Pieśń trawy (Песня травы, 1996),
- płaskorzeźby – Napalm (Напалм, 1976), Białoruskie gry sportowe (Беларускія спартыўныя гульні, 1979), tryptyk Świat Mikołaja Hussowskiego (Свет Міколы Гусоўскага, 1980),
- malarstwo – Portret Kazimierza Malewicza (Партрэт Казіміра Малевіча, 1992), Miejski romans (Гарадскі раманс, 1992).
- wystrój wnętrz – białoruski oddział rosyjskiej agencji informacyjnej „Nowosti” (1971, płaskorzeźby), Komitet Centralny Komunistycznej Partii Białorusi, obecnie rezydencja Prezydenta Republiki Białorusi (1976, parkiety, żyrandole, dekoracyjne balustrady), restauracja „Białoruś” w Brześciu (1979, monumentalna polichromia Polowanie w Puszczy Białowieskiej, Паляванне ў Белавежскай пушчы).

Tworzył projekty papierów wartościowych, monet, znaczków pocztowych i medali pamiątkowych. Współtworzył ilustracje do książek: Wspólnota Niepodległych Państw (Садружнасць незалежных дзяржаў, 1996), Portret dworski Białorusi XVII–pierwszej połowy XIX wieku ze zbiorów Narodowego Muzeum Sztuki Republiki Białorusi (Сядзібны партрэт Беларусі XVII — першай паловы XIX ст. са збораў Нацыянальнага мастацкага музея Рэспублікі Беларусь, 1996).